# Oleada ovni belga
La oleada ovni belga fue una serie de avistamientos de triángulos negros en Bélgica, que duró desde el 29 de noviembre de 1989 hasta abril de 1990.

## Los avistamientos
La oleada ovni belga comenzó en noviembre de 1989. Se presentaron informes, la mayoría de las semanas después de los eventos. Ningún testigo logró tomar ninguna evidencia fotográfica del evento. Muchos de los informes relatan un objeto grande que vuela a baja altitud. Algunos informes también declararon que la nave tenía una forma plana, triangular, con luces debajo.
La oleada ovni belga alcanzó su punto máximo con los eventos de la noche del 30 al 31 de marzo de 1990. En esa noche, un objeto desconocido fue rastreado en el radar, y dos F-16 de la Fuerza Aérea Belga fueron enviados a investigar, sin que ninguno de los pilotos informara haber visto el objeto. No se recibieron informes del público en la fecha. Pero durante las siguientes 2 semanas se recibieron informes de 143 personas que afirmaron haber presenciado el objeto, todos ellos después del evento. En los meses siguientes, muchos otros afirmaron haber sido testigos de estos eventos también. Después del incidente, la Fuerza Aérea belga publicó un informe que detalla los eventos de esa noche.
Alrededor de las 23:00 del 30 de marzo, el supervisor del Centro de Informes de Control (CRC) en Glons recibió informes de que se vieron tres luces inusuales moviéndose hacia Thorembais-Gembloux, que se encuentra al sureste de Bruselas. Glons CRC solicitó a la gendarmería de Wavre que enviara una patrulla para confirmar el avistamiento.
Aproximadamente 10 minutos después, algunos informes posteriores indicaron que se vio un segundo juego de luces, que se movía hacia el primer triángulo. El Control del Centro de Tráfico en Semmerzake rastreó un objeto solo en su radar, y se le dio la orden de alejar a dos cazas F-16 de la Base Aérea Beauvechain. A lo largo de este tiempo, en informes posteriores al evento, algunas personas afirman que el fenómeno era visible desde el suelo, describiendo que toda la formación mantiene sus posiciones relativas mientras se mueve lentamente por el cielo.
Durante la siguiente hora, los dos F-16 revueltos intentaron nueve intercepciones separadas de los objetivos. En tres ocasiones, lograron obtener un bloqueo de radar durante unos segundos, pero luego se demostró que eran bloqueos de radar entre sí. Los pilotos nunca informaron haber visto ninguno de los avistamientos reclamados, no vieron ninguna de las maniobras reclamadas y nunca bloquearon ningún objeto aparte del otro F16. Se descubrió que todos los otros contactos eran el resultado de una interferencia atmosférica bien conocida llamada dispersión de Bragg.
Después de las 00:30, el contacto por radar se volvió mucho más esporádico y el bloqueo final confirmado tuvo lugar a las 00:40. Después de varios contactos no confirmados, los F-16 finalmente regresaron a la base poco después de la 01:00.
Los miembros de la gendarmería de Wavre que habían sido enviados para confirmar el informe original, describen cuatro luces que ahora están dispuestas en una formación cuadrada, todas haciendo movimientos bruscos cortos, antes de perder gradualmente su luminosidad y desaparecer en cuatro direcciones separadas alrededor de la 01:30. También informaron que se escuchó un bajo ruido del motor y que parecía tener un palo que salía por un extremo con una turbina, lo que muchos han afirmado que era un helicóptero que vieron.

## Fotografía de bulo

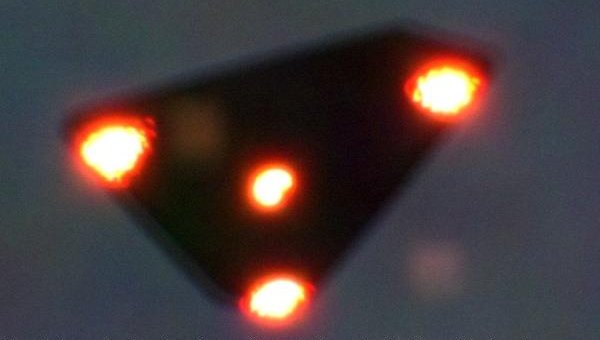
Un supuesto triángulo negro, 15 de junio de 1990, Valonia, Bélgica. Afirmó haber sido tomado durante la ola de ovnis. Una foto similar fue tomada en Petit-Rechain el 4 de abril de 1990.

En abril de 1990, un fotógrafo anónimo tomó una foto falsa de un objeto triangular sobre el cual se ven tres luces en cada esquina. Desde entonces, un hombre llamado Patrick M. dijo públicamente que era una imagen falsa suya.
Los expertos dicen que no hay fondo en la fotografía y ningún elemento que permita calcular el tamaño del objeto o la distancia de la cámara. Wim van Utrecht ha reproducido una copia de la fotografía con dispositivos. Un matemático belga, Thierry Veyt, del Laboratorio de Astrofísica de la Universidad de Lieja, desarrolló un método de simulación de gráficos por computadora para reproducir la fotografía, en el que el aparente movimiento de "sacudida", que hace que las luces de la nave aparezcan borrosas o desenfocadas. la fotografía contradice las declaraciones de testigos oculares. Esto, junto con el anonimato del fotógrafo y el hecho de que la imagen no se produjo públicamente hasta 4 meses después del supuesto evento, también puso en duda la autenticidad de la imagen.
Durante 20 años, la organización ufológica Société belge d'étude des phénomènes spatiaux (SOBEPS) afirmó que esta imagen era genuina. Pero el 26 de julio de 2011, en una entrevista para RTL, un canal de televisión belga, Patrick M. explicó que era un engaño..
En su episodio de podcast Skeptoid del 27 de septiembre de 2016 titulado "La ola ovni belga", el autor Brian Dunning discutió la evidencia fotográfica e informó que la única fotografía resulta ser emblemática de la calidad de toda la evidencia que caracterizó la ola ovni belga. En 2011, un hombre llamado Patrick Maréchal invitó a los periodistas belgas a su casa para mostrarles lo que él y algunos amigos habían hecho en el trabajo cuando la exageración de los medios estaba en su apogeo. Tomaron una hoja de espuma de poliestireno, la cortaron en un triángulo, la pintaron de negro, incrustaron una linterna en cada esquina y luego la colgaron de una cuerda. Maréchal todavía tenía muchas fotos que habían tomado para tratar de engañar al mundo.

## Explicaciones
En 1992, unos tres años después del primer avistamiento, que tuvo lugar el 29 de noviembre de 1989, en Eupen, Marc Hallet escribió un ensayo sobre la ola ovni belga criticando el trabajo realizado por las SOBEPS: La Vague OVNI Belge ou le triomphe de la désinformation, argumentando que esta organización ufológica estaba difundiendo información errónea en los medios. La tesis de Hallet es que la oleada ovni belga fue principalmente una ilusión masiva, impulsada por el trabajo realizado por los SOBEPS. Este engaño masivo habría seguido la ley de Philip J. Klass: una vez que la cobertura de noticias lleva al público a creer que los ovnis pueden estar cerca, hay numerosos objetos naturales y artificiales que, especialmente vistos de noche, pueden adquirir características inusuales en las mentes de los espectadores esperanzados. Sus informes de ovnis a su vez se suman a la emoción masiva, que alienta a más observadores a observar los ovnis. Esta situación se alimenta a sí misma hasta el momento en que los medios pierden interés en el tema, y luego la «aleta» se agota rápidamente.
En 1993, Pierre Magain y Marc Remy publicaron un artículo en la revista Physicalia, en el que sus conclusiones no coinciden con las de los SOBEPS. También afirman que la ola ovni belga sería mejor estudiada por las personas en las ciencias humanas que por los físicos.
En «The Belgian UFO Wave of 1989–1992 - A Neglected Hypothesis», Renaud Leclet & co. discuta el hecho de que algunos avistamientos pueden explicarse por helicópteros. La mayoría de los testigos informaron que los objetos estaban en silencio. Este informe argumenta que la falta de ruido podría deberse al ruido del motor en los automóviles de los testigos, o al fuerte viento natural que sopla de los testigos.
En su artículo El comienzo de la ola ovni belga, Jean-Michel Abrassart argumenta que el comienzo de la ola no contradice la hipótesis psicosocial, al contrario de lo que afirman los SOBEPS en su trabajo. En un artículo publicado en su sitio web en 2011, The Belgian Wave y las fotos de Ramillies, Auguste Meessen respondió a varias críticas (por Roger Paquay y Jean-Michel Abrassart) y argumenta que, según él, la oleada ovni belga es completamente inexplicable. Roger Paquay y Jean-Michel Abrassart escribieron refutaciones al artículo del físico belga.

## Libros
- SOBEPS: Impreciso OVNI sur la Belgique (UFO ondulatorio encima Bélgica)
- Leslie Kean (2010):  UFOs: Generales, Pilotos y Oficiales de Gobierno Van en el Récord - con un prefacio por John Podesta.   .